# Sławomir Szof

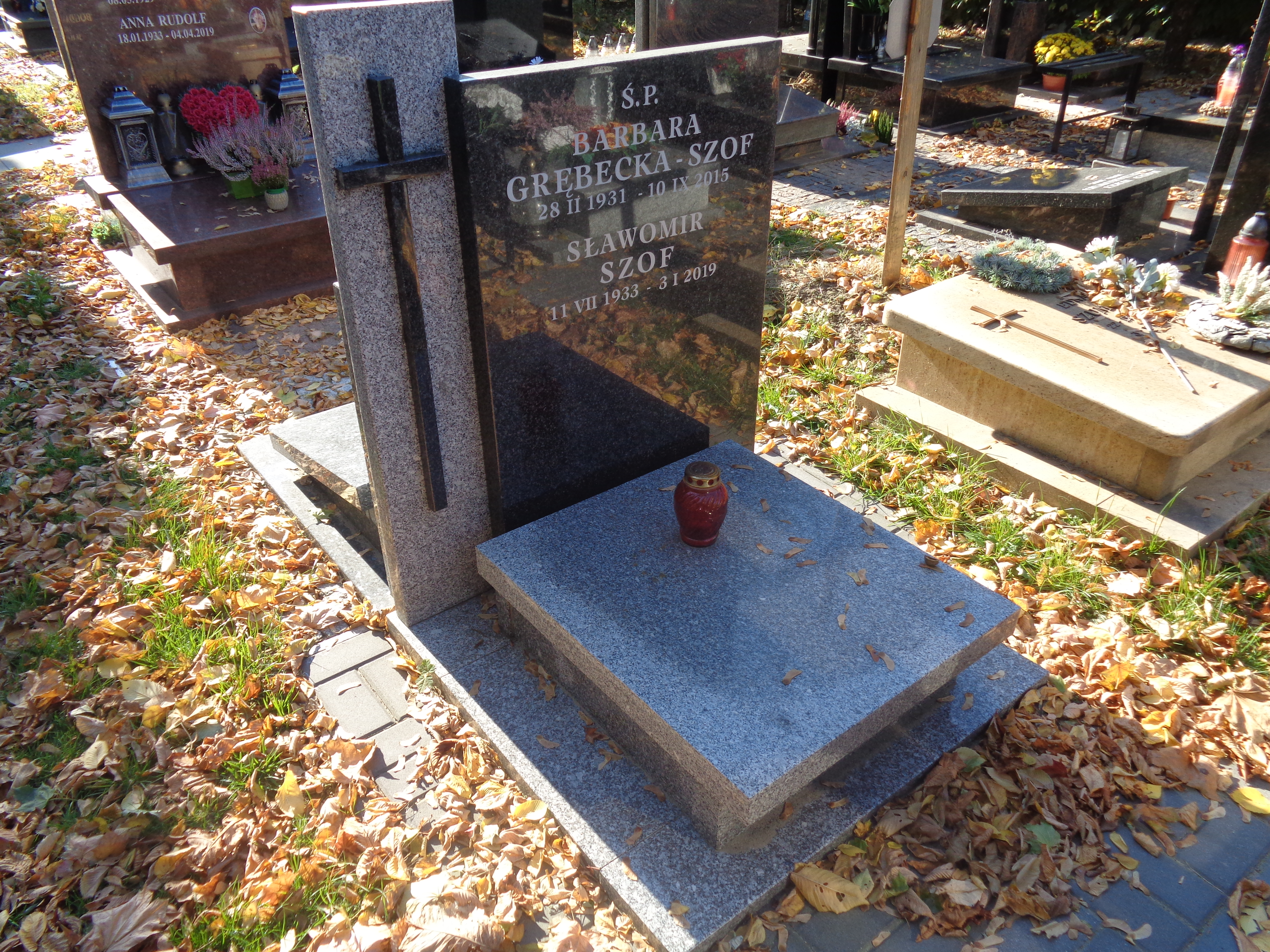
Grób Sławomira Szofa na Cmentarzu Wojskowym na Powązkach

Sławomir Wiesław Szof (ur. 11 lipca 1933 w Warszawie, zm. 3 stycznia 2019 tamże) – polski dziennikarz radiowy i telewizyjny.

## Życiorys
Urodził się w Warszawie na Czerniakowie.
W 1951 zdał maturę w liceum im. Stanisława Staszica w Warszawie. Ukończył studia na wydziale dziennikarskim, na Uniwersytecie Warszawskim. 
W 1953 rozpoczął pracę w Polskim Radiu. Współtworzył i był pierwszym prezenterem codziennego magazynu informacyjnego Z kraju i ze świata oraz audycji Na warszawskiej fali. Był prowadzącym Sygnały Dnia, 4 Pory Roku, Lato z Radiem, Wieczór z Dziennikiem. Kierował również redakcją „Muzyki i aktualności”. Był także zastępcą redaktora naczelnego Naczelnej Redakcji Informacji i Programu I Telewizji Polskiej oraz prezenterem Dziennika Telewizyjnego. W latach 1984–1988 był korespondentem Telewizji Polskiej i Polskiego Radia w Rzymie, gdzie relacjonował m.in. transmisje z pasterki w Watykanie i modlitwy Anioł Pański. Wieloletni prowadzący popularnego programu radiowego Postacie XX wieku. 
Od 1970 należał do Polskiej Zjednoczonej Partii Robotniczej. Od 1972 do 1974 był członkiem egzekutywy, a od 1977 do 1979 pełnił funkcję I sekretarza POP Programu Krajowego Polskiego Radia. Od 1974 do 1979 wchodził w skład egzekutywy, a w 1980 został sekretarzem Komitetu Zakładowego PZPR w Radiokomitecie.
Od 1999 był na emeryturze.
Zmarł w 2019 po długiej i ciężkiej chorobie. Spoczął na Cmentarzu Wojskowym na Powązkach (kwatera D 26-19-1).

## Życie prywatne
Jego żoną była dziennikarka, Barbara Grębecka (1931–2015).

## Odznaczenia
- Krzyż Komandorski Orderu Odrodzenia Polski (29 listopada 2000)[6],
- Złota odznaka honorowa „Za Zasługi dla Warszawy” (1977)[7]

## Nagrody
1972 – Złoty Mikrofon za „błyskotliwą działalność na polu radiowej informacji społeczno-politycznej”.